# Lange (Haaslava)
Pour les articles homonymes, voir Lange.
Lange est un village de la commune de Haaslava du comté de Tartu en Estonie.
Au 31 décembre 2011, il compte 78 habitants.

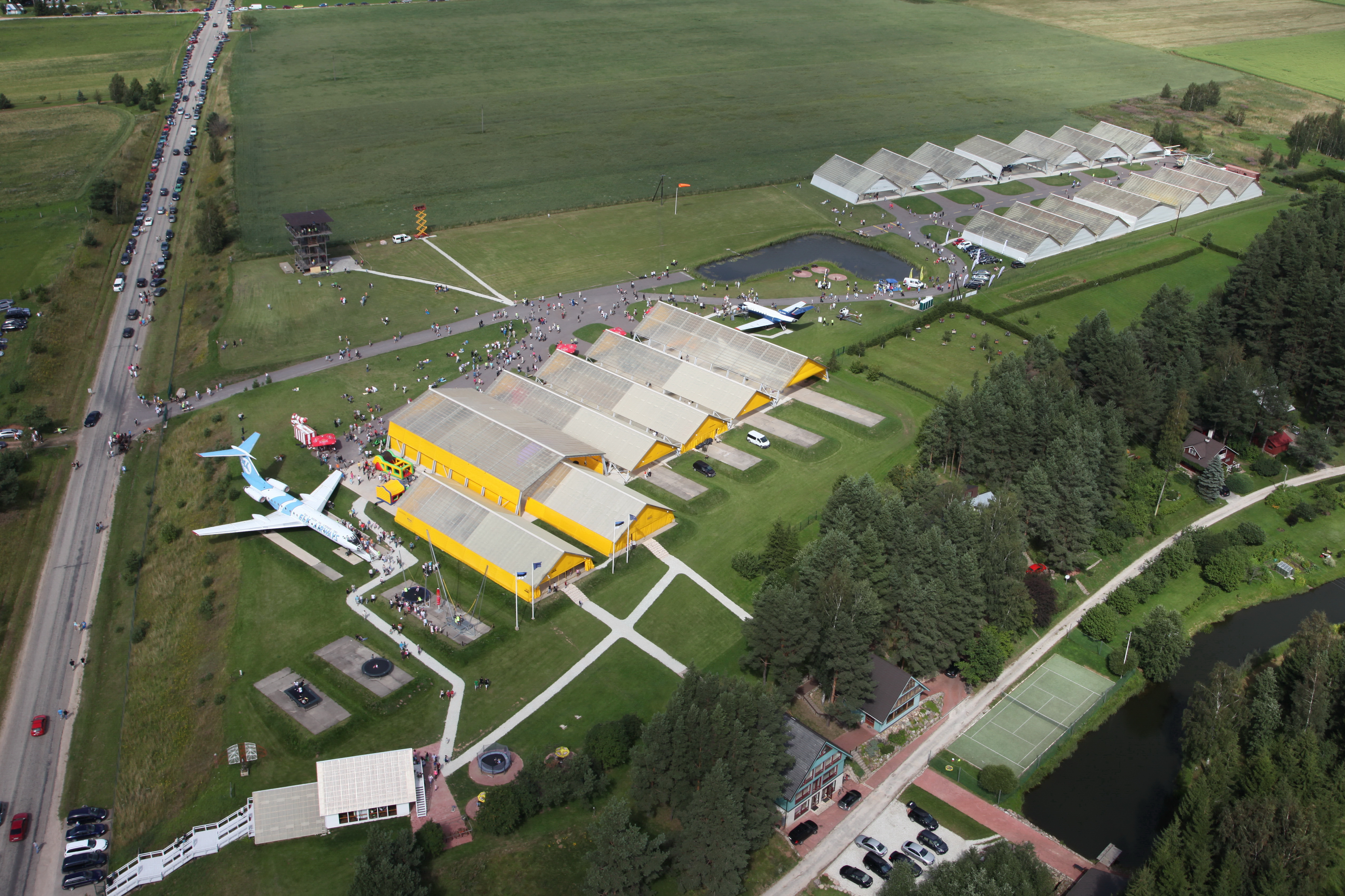
Musée estonien de l'aviation
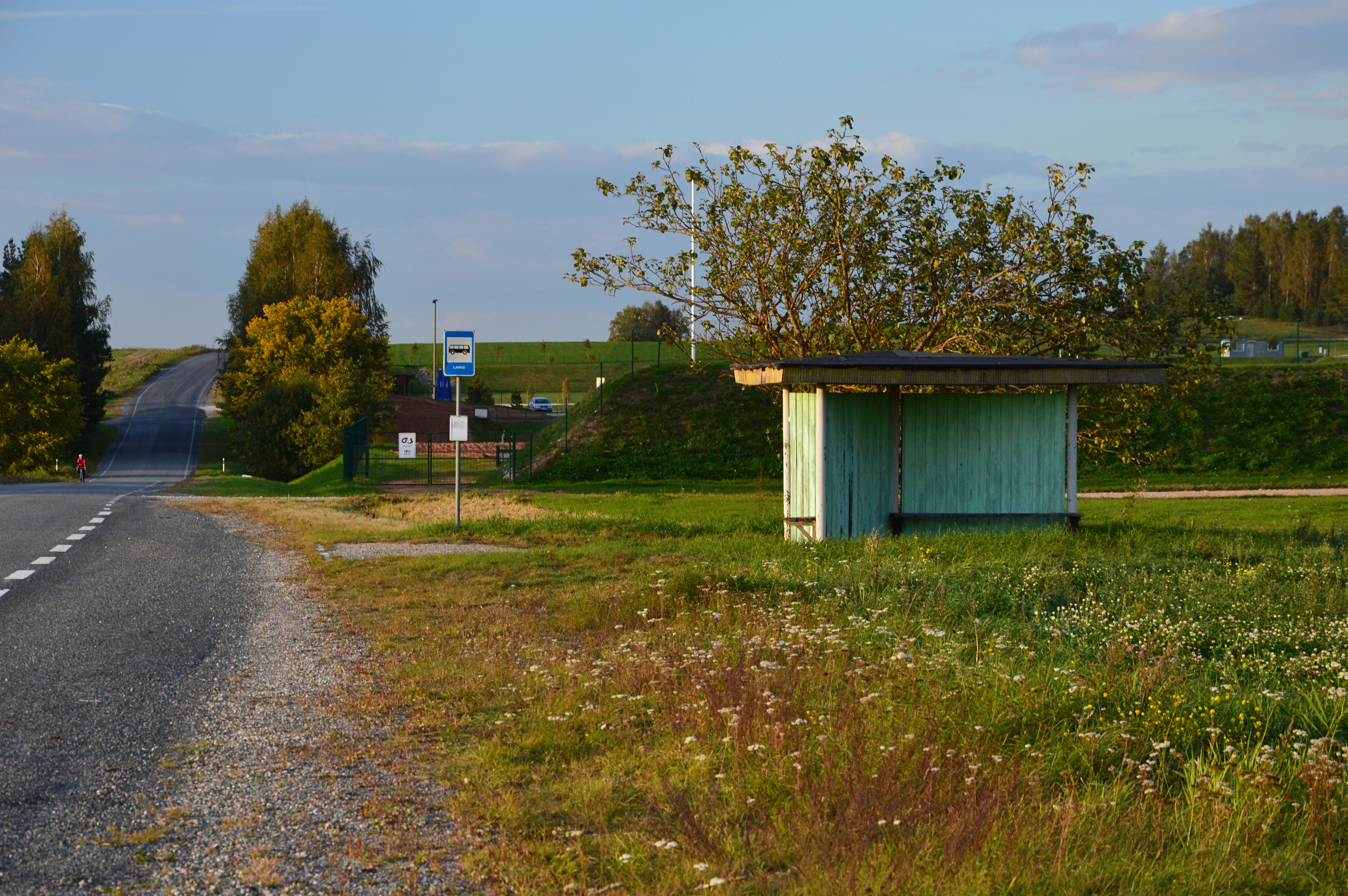
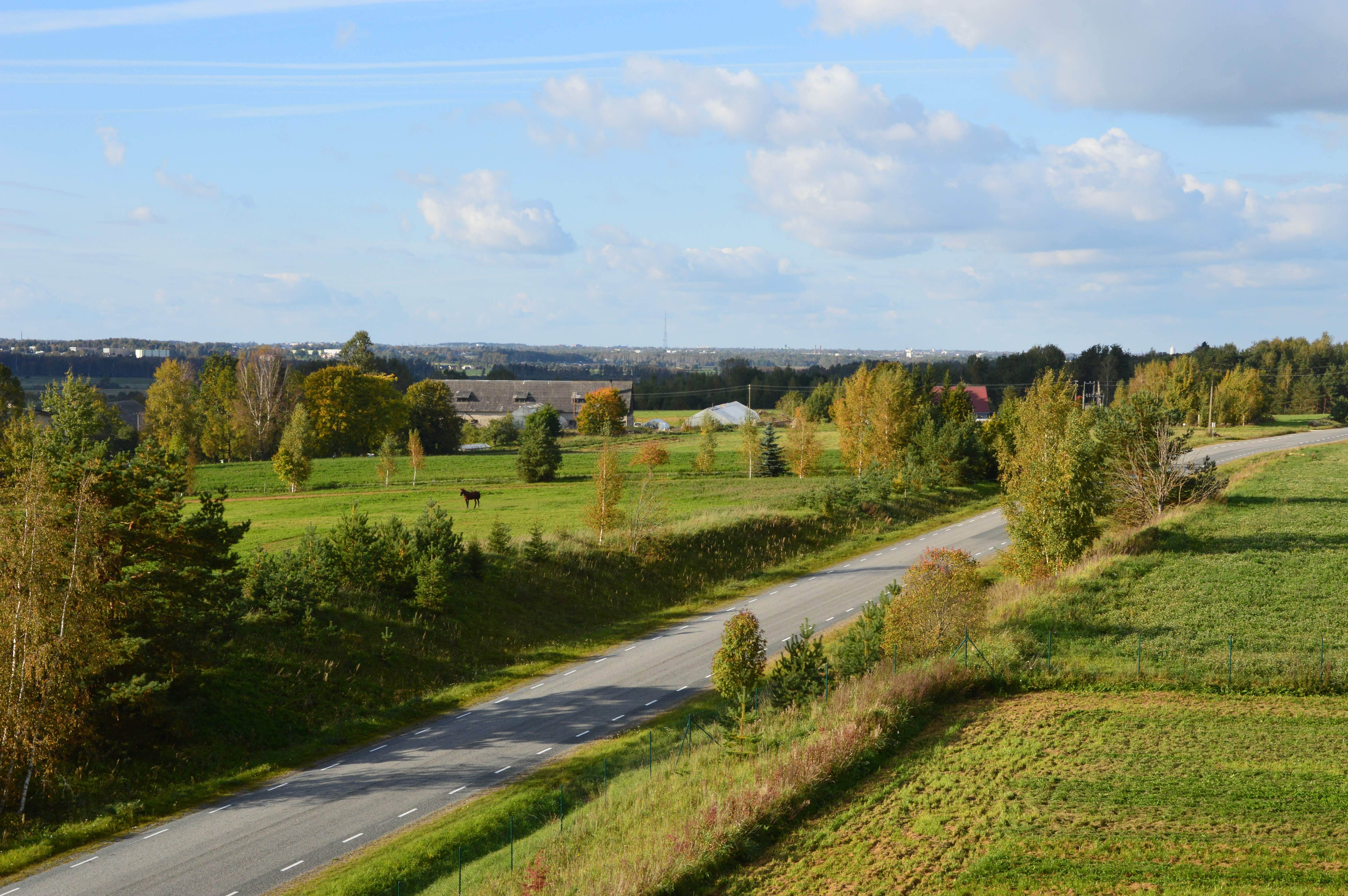
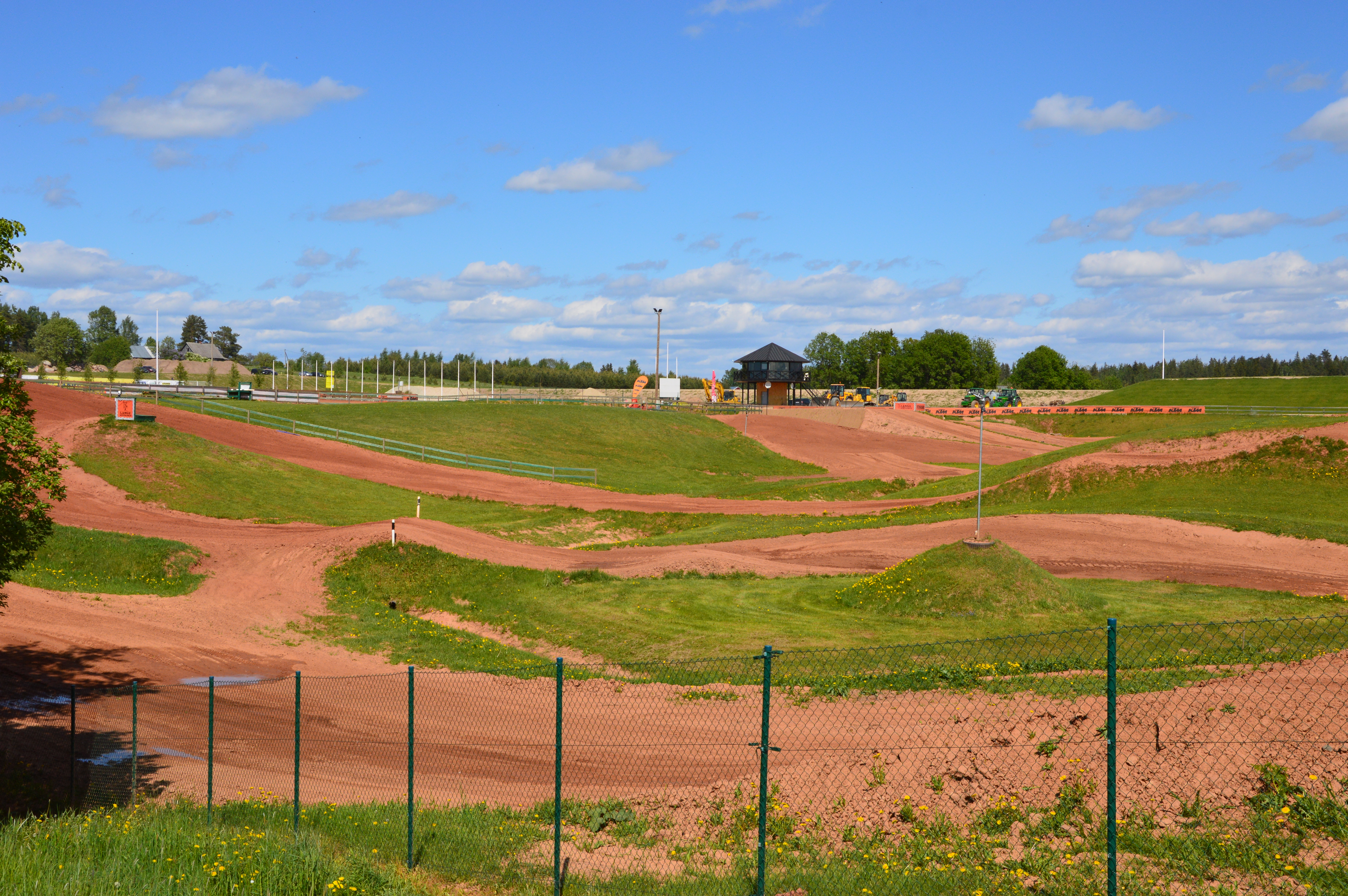